# Южин (кантон)
Южин (фр. Ugine) — кантон во Франции, департамент Савойя, регион Рона — Альпы, округ Альбервиль. INSEE код кантона — 7319. Кантон был образован в 1790 году, после реформирования 2014 года в кантоне увеличилось количество коммун с 8 до 16.

## Географическое положение и история
Кантон Южин расположен на северо-востоке департамента Савойя, граничит с департаментом Верхняя Савойя и кантонами Савойи: Бур-Сэн-Морис, Альбервиль-1 и Мутье. В основном включает в себя горную местность.
Кантон был образован в 1790 году после присоединения Савойи к Франции. После реформирования 2014 года в кантоне увеличилось количество коммун с 8 до 16 из-за присоединения упразднённого кантона Бофор-сюр-Дорон (4 коммуны) и кантона Альбервиль-Нор (4 коммуны).

## Население
Согласно переписи 2012 года (считается население коммун, которые в 2015 году были включены в кантон) население Сен-Мартен-д’Эр составляло 17 620 человека. Из них 23,4 % были младше 20 лет, 18,8 % — старше 65. 18,2 % имеет высшее образование. Безработица — 6,0 %.

## Коммуны кантона
C 2015 года в кантон входят 16 коммун, из них главной коммуной является Южин.
| Коммуна              | Название по-французски    | Население, чел. (2012) | Площадь | Код INSEE | Изображение |
| -------------------- | ------------------------- | ---------------------- | ------- | --------- | ----------- |
| Бофор                | Beaufort                  | 2162                   | 149,53  | 73034     |             |
| Сезарш               | Сйsarches                 | 408                    | 2,90    | 73061     |             |
| Коенно               | Cohennoz                  | 152                    | 13,78   | 73088     |             |
| Кре-Волан            | Crest-Voland              | 390                    | 9,96    | 73094     |             |
| Флюме                | Flumet                    | 821                    | 17,15   | 73114     |             |
| Ла-Жьетта            | La Giettaz                | 431                    | 35,20   | 73123     |             |
| Отлюc                | Hauteluce                 | 808                    | 62,39   | 73132     |             |
| Марто                | Marthod                   | 1381                   | 14,78   | 73153     |             |
| Нотр-Дам-де-Белькомб | Notre-Dame-de-Bellecombe  | 494                    | 21,45   | 73186     |             |
| Паллю                | Pallud                    | 732                    | 5,20    | 73196     |             |
| Кеж                  | Queige                    | 851                    | 32,61   | 73211     |             |
| Сен-Николя-ла-Шапель | Saint-Nicolas-la-Chapelle | 423                    | 23,63   | 73262     |             |
| Тенезоль             | Thйnйsol                  | 251                    | 5,49    | 73292     |             |
| Южин                 | Ugine                     | 7043                   | 57,36   | 73303     |             |
| Вантон               | Venthon                   | 605                    | 2,50    | 73308     |             |
| Виллар-сюр-Дорон     | Villard-sur-Doron         | 668                    | 22,21   | 73317     |             |

## Политика
| Мандат | Мандат | Представитель                |  | Партия              |
| ------ | ------ | ---------------------------- |  | ------------------- |
| 1860   | 1889   | Исидор Берте                 |  | -                   |
| 1889   | 1896   | Луи Берте                    |  | Республиканская     |
| 1897   | 1919   | Огюст Пруст                  |  | Республиканская     |
| 1919   | 1940   | Андрэ Приньойе               |  | СРС-ФСРИ            |
| 1945   | 1964   | Жюль Бьянко                  |  | Республиканская     |
| 1964   | 1989   | Жан-Мари Мёнье               |  | Республиканская     |
| 1989   | 2015   | Франк Ломбар                 |  | беспартийный правый |
| 2015   | 2021   | Анник Крессан и Франк Ломбар |  | беспартийные правые |

Согласно закону от 17 мая 2013 года избиратели каждого кантона в ходе выборов выбирают двух членов генерального совета департамента разного пола. Они избираются на 6 лет большинством голосов по результату одного или двух туров выборов.
В первом туре кантональных выборов 22 марта 2015 года в Южине баллотировались 3 пары кандидатов (явка составила 51,12 %). Анник Крессан и Франк Ломбар были избраны с поддержкой 54,36 % на 2015—2021 годы. Явка на выборы составила 51,12 %.
| Мандат | Мандат | Кандидаты                          |                | Партия              | Первый тур | Первый тур |
| Мандат | Мандат | Кандидаты                          | Кол-во голосов | Партия              | % голосов  |            |
| ------ | ------ | ---------------------------------- | -------------- | ------------------- | ---------- | ---------- |
| 2015   | 2021   | Анник Крессан и Франк Ломбар       |                | беспартийные правые | 3568       | 54,36      |
| 2015   | 2021   | Робер Бонне Лижеон и Николь Шарнэй |                | Национальный фронт  | 1653       | 25,18      |
| 2015   | 2021   | Агне Крепи и Пьер Дюк              |                | Левый фронт         | 1343       | 20,46      |